# Proprioseiopsis detritus
Proprioseiopsis detritus är en spindeldjursart som först beskrevs av Muma 1961.  Proprioseiopsis detritus ingår i släktet Proprioseiopsis och familjen Phytoseiidae. Inga underarter finns listade i Catalogue of Life.